# Pråmdragarna på Volga
Pråmdragarna på Volga är en rysk oljemålning från omkring år 1870. Den målades av Ilja Repin (1844–1930) och visades upp i Wien år 1873, där Repin fick motta en medalj för verket. Repin hade besökt Volga två gånger där han sett människor som drog pråmar, och valde därefter att illustrera företeelsen.
Målningen var Repins första målning efter att han lämnat den Ryska konstakademien. En tolkning av verket kan vara att verket är en metafor för Ryssland. Pråmdragaren längst fram skulle då representera visdom, medan övriga representerar olika åldrar, samhällsklasser och nationaliteter i dåtidens Ryssland.